# Tillandsia lucida
Tillandsia lucida là một loài thuộc chi Tillandsia. Đây là loài bản địa của México.

## Giống
- Tillandsia 'Discovery'